# Siechkobelstiftung St. Johannis
Die Siechkobelstiftung St. Johannis war eine Stiftung der Reichsstadt Nürnberg.

## Beschreibung
St. Johannis ist der älteste Nürnberger Siechkobel und wurde im Zeitraum zwischen 1209 und 1234 gegründet. Er war ursprünglich bruderschaftlich organisiert und stand in enger Verbindung zur Deutschordenskommende Nürnberg. Um 1365/85 drängte der vom Nürnberger Rat eingesetzte reichsstädtische Pfleger den Pfleger des Deutschen Ordens und die Selbstverwaltung des Konvents immer stärker zurück. Ab 1462 wurden die Siechkobelstiftung St. Johannis, die Gotteshauspflege St. Johannis und die Sondersiechenstiftung in Personalunion vom gleichen Pfleger verwaltet. 1807 wurde der Siechkobel aufgelöst und verkauft. Das Vermögen der Siechkobelstiftung ist 1808 in den Fonds der Wohltätigkeitsstiftungen eingeflossen.
Die Siechkobelstiftung St. Johannis hatte über den Nürnberger Raum hinaus grundherrschaftliche Ansprüche in den Hochgerichtsbezirken von Brandenburg-Ansbach, Brandenburg-Bayreuth und Pfalz-Bayern. Gegen Ende des 18. Jahrhunderts waren es 24 Anwesen in 10 Orten. Früher war die Siechkobelstiftung auch in den Orten Eltersdorf, Großschwarzenlohe, Köstlbach, Kleingründlach, Pretzdorf und Stinzendorf begütert.

## Grundherrschaft
GH gibt die Zahl der Anwesen an, über die die Siechkobelstiftung St. Johannis die Grundherrschaft hatte. ∑ gibt die Gesamtzahl der Anwesen des Ortes an. % gibt den prozentualen Anteil an. Hochgericht1 gibt die Herrschaft an, die hochgerichtliche Befugnisse hatte. Hochgericht2 gibt, soweit vorhanden, eine weitere Herrschaft an, die entweder die hochgerichtlichen Befugnisse von Hochgericht1 bestritt (⚔) oder gemeinsam (⚭) mit ihr ausübte.
| Ort            | GH  | ∑    | %   | Hochgericht 1        | Hochgericht 2          |
| -------------- | --- | ---- | --- | -------------------- | ---------------------- |
| Mittelmühle    | 001 | 00 1 | 100 | Reichsstadt Nürnberg | Brandenburg-Bayreuth ⚔ |
| Oberdeutenbach | 001 | 006  | 013 | Brandenburg-Ansbach  |                        |
| Pfaffenhofen   | 002 | 024  | 008 | Brandenburg-Ansbach  |                        |
| Schupf         | 004 | 014  | 029 | Reichsstadt Nürnberg |                        |
| Seukendorf     | 002 | 032  | 007 | Brandenburg-Ansbach  |                        |
| Speikern       | 003 | 027  | 011 | Pfalz-Bayern         |                        |
| St. Johannis   | 008 | 015  | 053 | Reichsstadt Nürnberg | Brandenburg-Bayreuth ⚔ |
| Vach           | 001 | 090  | 001 | Brandenburg-Ansbach  |                        |
| Uttenhofen     | 001 | 015  | 007 | Pfalz-Bayern         |                        |
| Wernsbach      | 001 | 015  | 007 | Brandenburg-Ansbach  |                        |